# Godiva (csokoládé)
Godiva Chocolatier luxuscsokoládék és egyéb kiegészítő termékek gyártója. Az 1926-ban Belgiumban alapított Godiva csokoládégyárat az Ülker Group török tulajdonoscég, a Yıldız Holding vásárolta fel 2008 elején. Godiva több mint 450 csokoládészalont és kiskereskedést működtet az Egyesült Államokban, Kanadában, Európában és Ázsiában, valamint a csokoládé több, mint 10000 csokoládé-specialitásokat értékesítő kiskereskedésben vásárolható meg.
A Godiva csokoládén kívül trüffle, kávé, kakaó, keksz, mártott gyümölcsök, édességek, Chocolixir italok, esküvő- és parti ajándékok, valamint ajándékkosarak értékesítésével is foglalkozik. A Godiva jellegzetes csomagolása az aranyszínű doboz, a Gold Ballotin (franciául elegáns kis csokoládédobozt jelent). Minden nagyobb ünnepre készít alkalmi, és korlátozott számban különleges csomagolású csokoládékat is. Jégkrémek, túrós lepény, kávéfilterek és többféle csokoládéízben kapható likőrök gyártására is van licencszerződése.

## Története
A Godiva csokoládégyárat 1926-ban alapította Joseph Draps Belgium fővárosában, Brüsszel-ben, aki az első csokoládészalont a brüsszeli Grand Place főtéren nyitotta meg jelenlegi nevén, Lady Godiva legendájának tiszteletére. Belgiumon kívül az első Godiva üzletet 1958-ban nyitották Párizsban a divatos Rue St. Honoré sétányon. A cég termékei 1966-ban érték el az Egyesült Államokat, ahol azokat luxus strip mall bevásárló sorokon árulták. A következő évben a céget Campbell Soup Company vette meg. Észak-Amerikában az első Godiva szalon New Yorkban az Ötödik sugárúton nyílt.
Godiva évi eladása 2007-re megközelítőleg 500 millió dollárra rúgott. Ez év augusztusában a Campbell Soup bejelentette, hogy a Godiva business számára stratégiai lehetőségeket próbált feltárni, beleértve a márkától történő lehetséges elidegenedést is. Továbbá kijelentette, hogy luxuscsokoládé forgalmazása nem illik a Campbell profiljába, amely egyszerű konzervételekre összpontosít.
A Campbell 2007 december 20-án közzétette, hogy szerződést kötött a török élelmiszeripar legnagyobb fogyasztási cikkek gyártójával, az Ülker Group tulajdonosával, az isztambuli székhelyű Yıldız Holding céggel a Godiva eladásáról. A cégvásárlás 850 millió dollárba került, és 2008 március 18-án fejeződött be.

## Godiva ma
A Godiva cég világszerte több, mint 450 üzletet működtet. Évente hat csomagküldő katalógust ad ki időszakosan az Egyesült Államokban, valamint termékeikre érkező online- és telefonos rendeléseket is fogad. Helyi bevásárlóközpontokban, és kisboltokban is árulják.

## Fordítás
- Ez a szócikk részben vagy egészben  a   Godiva Chocolatier című angol Wikipédia-szócikk fordításán alapul.  Az eredeti cikk szerkesztőit annak laptörténete sorolja fel. Ez a jelzés csupán a megfogalmazás eredetét és a szerzői jogokat jelzi, nem szolgál a cikkben szereplő információk forrásmegjelöléseként.

## Külső hivatkozások
- Godiva hivatalos honlapja
- Ülker hivatalos honlapja